# Pyronia lucida
Pyronia lucida är en fjärilsart som beskrevs av Byles 1940. Pyronia lucida ingår i släktet Pyronia och familjen praktfjärilar. Inga underarter finns listade.